# Haslen GL
| GL ist das Kürzel für den Kanton Glarus in der Schweiz. Es wird verwendet, um Verwechslungen mit anderen Einträgen des Namens Haslen zu vermeiden. |

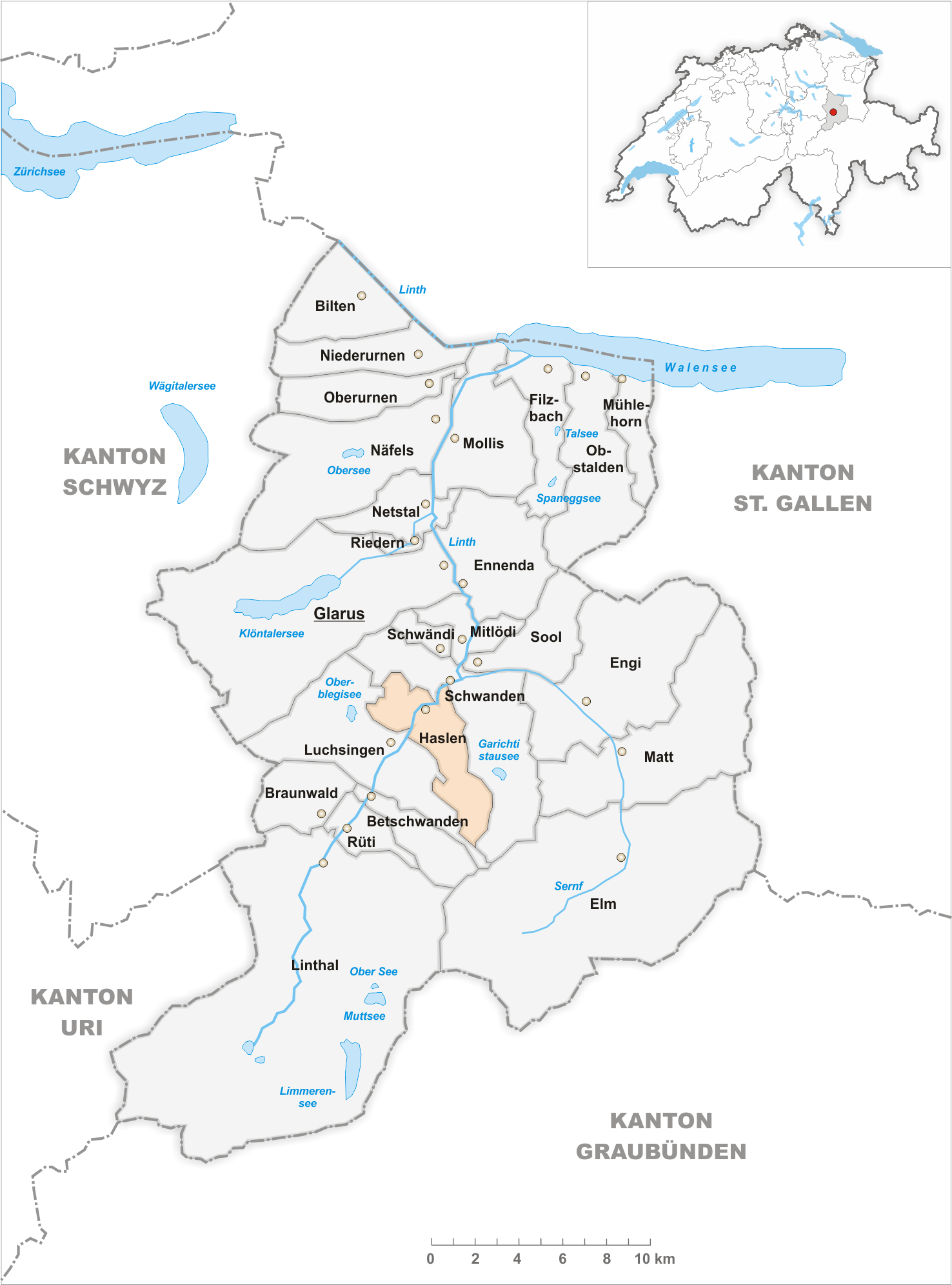
Gemeindestand vor der Fusion am 1. Januar 2011

Haslen ist eine ehemalige politische Gemeinde des Kantons Glarus in der Schweiz.
Das Dorf wurde im Rahmen der Glarner Gemeindereform auf den 1. Januar 2011 mit den Gemeinden Betschwanden, Braunwald, Elm, Engi, Linthal, Luchsingen, Matt, Mitlödi, Rüti (GL), Schwanden (GL), Schwändi und Sool zur neuen Gemeinde Glarus Süd zusammengelegt.

## Wappen
Zu Ehren Rudolf Stüssis sind die Farben von Zürich auf der rechten Seite des Wappens zu finden. Die linke Seite, ein Löwe mit einer Haselstaude in den Pranken, erinnert an den Weiler Leu.

## Geographie
Das circa zweieinhalb Kilometer lange Dorf Haslen liegt im Glarner Hinterland, im Grosstal, auf dessen rechter Seite zwischen Hätzingen und Schwanden am Fusse des Freiberges Kärpf. Zu der Gemeinde gehören die Weiler Büel, Oberhaslen, Leu, Zusingen und Mülibächli. Von der Gemeindefläche sind 45,5 % landwirtschaftliche Nutzflächen, 43,9 % sind Wald, 2,8 % sind Siedlungsfläche, und 7,8 % sind unproduktiv.
Zur politischen Gemeinde Haslen gehörte seit dem 1. Juli 2006 das Gebiet der früher selbstständigen Gemeinden Leuggelbach und Nidfurn, vor der Eingliederung in die Gemeinde Glarus Süd.

## Bevölkerung
| Bevölkerungsentwicklung | Bevölkerungsentwicklung |
| Jahr                    | Einwohner               |
| ----------------------- | ----------------------- |
| 1777                    | 137 männl. Bürger       |
| 1850                    | 787                     |
| 1900                    | 766                     |
| 1950                    | 769                     |
| 1980                    | 489                     |
| 2000                    | 649                     |
| 2020                    | 615                     |

## Geschichte

Altes Wappen von Haslen

Um 1350 wird Haslen als Hasla erstmals urkundlich erwähnt. Das Kloster Säckingen besass bis 1395 grossen Grundbesitz in Haslen. Bis zum Bau der Kirche in Schwanden im Jahr 1349 waren die Hasler nach Glarus kirchgenössig. 1528 sind die Einwohner zum reformierten Glauben übergetreten.
Im Jahr 1896 erfolgte die Trennung von Diesbach, damit wurde Haslen eine eigenständige Gemeinde.
Am 1. Juli 2006 haben die früher selbstständigen Gemeinden Haslen, Leuggelbach und Nidfurn zur neuen Gemeinde Haslen fusioniert. Gleichzeitig erhielt die neue Gesamtgemeinde ein neues Wappen.

## Sehenswürdigkeiten
Das Geburtshaus von Rudolf Stüssi, das Stüssihaus, steht im Weiler Zusingen. Stüssi war Bürgermeister der Stadt Zürich zur Zeit des Alten Zürichkrieges. Er fiel bei der Verteidigung der Sihlbrücke im Jahr 1443.

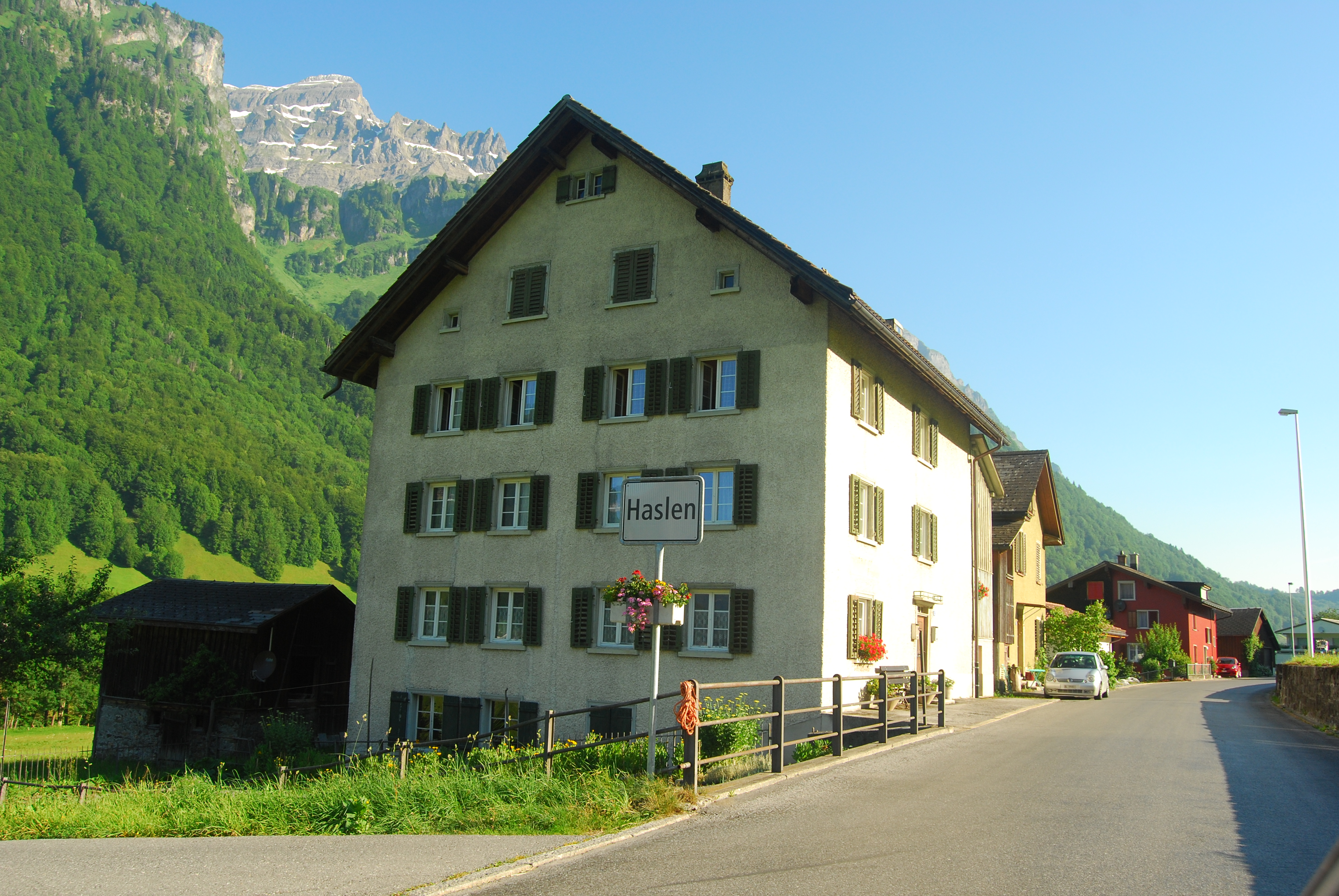
Dorfeingang von Haslen
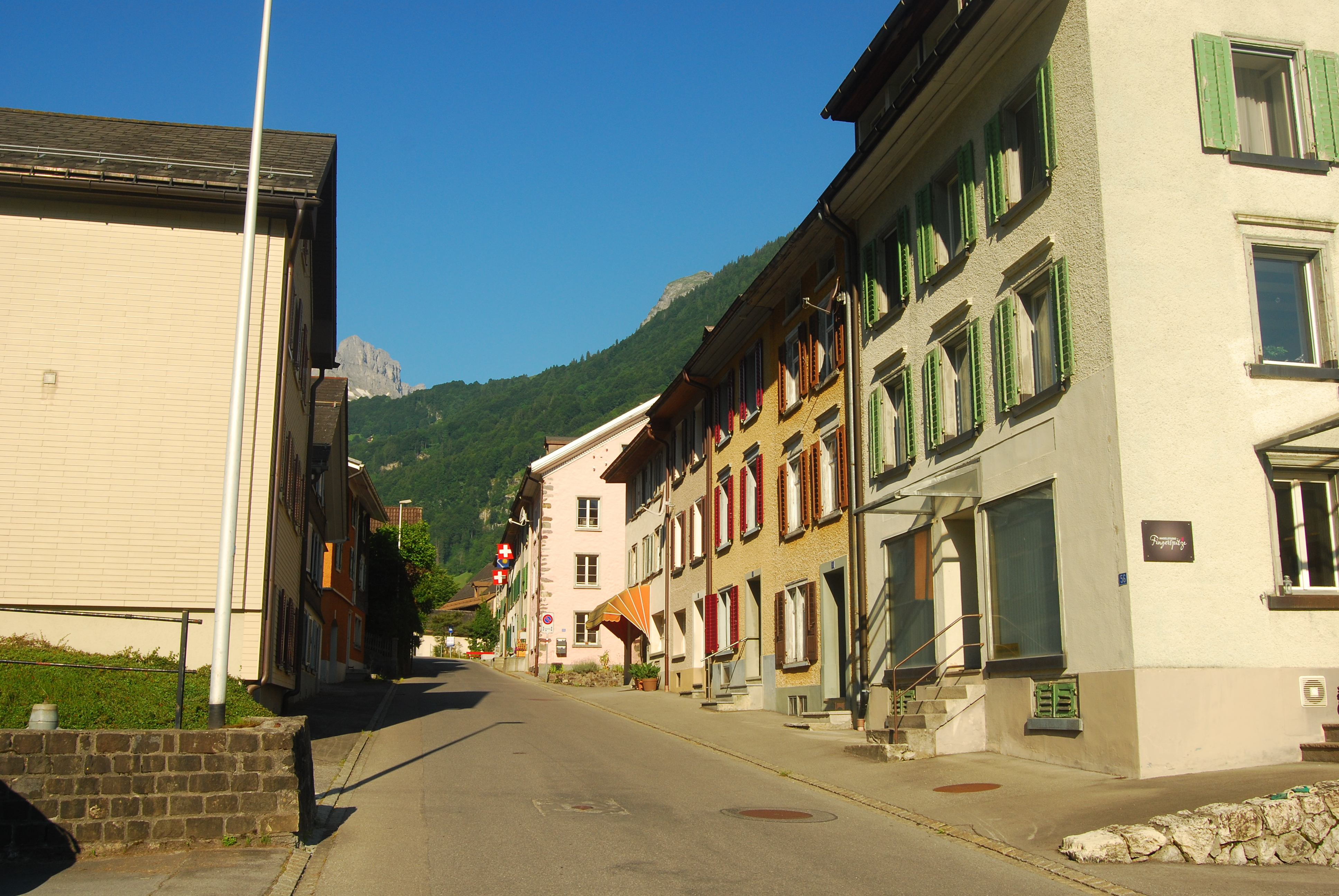
Dorfstrasse in Haslen
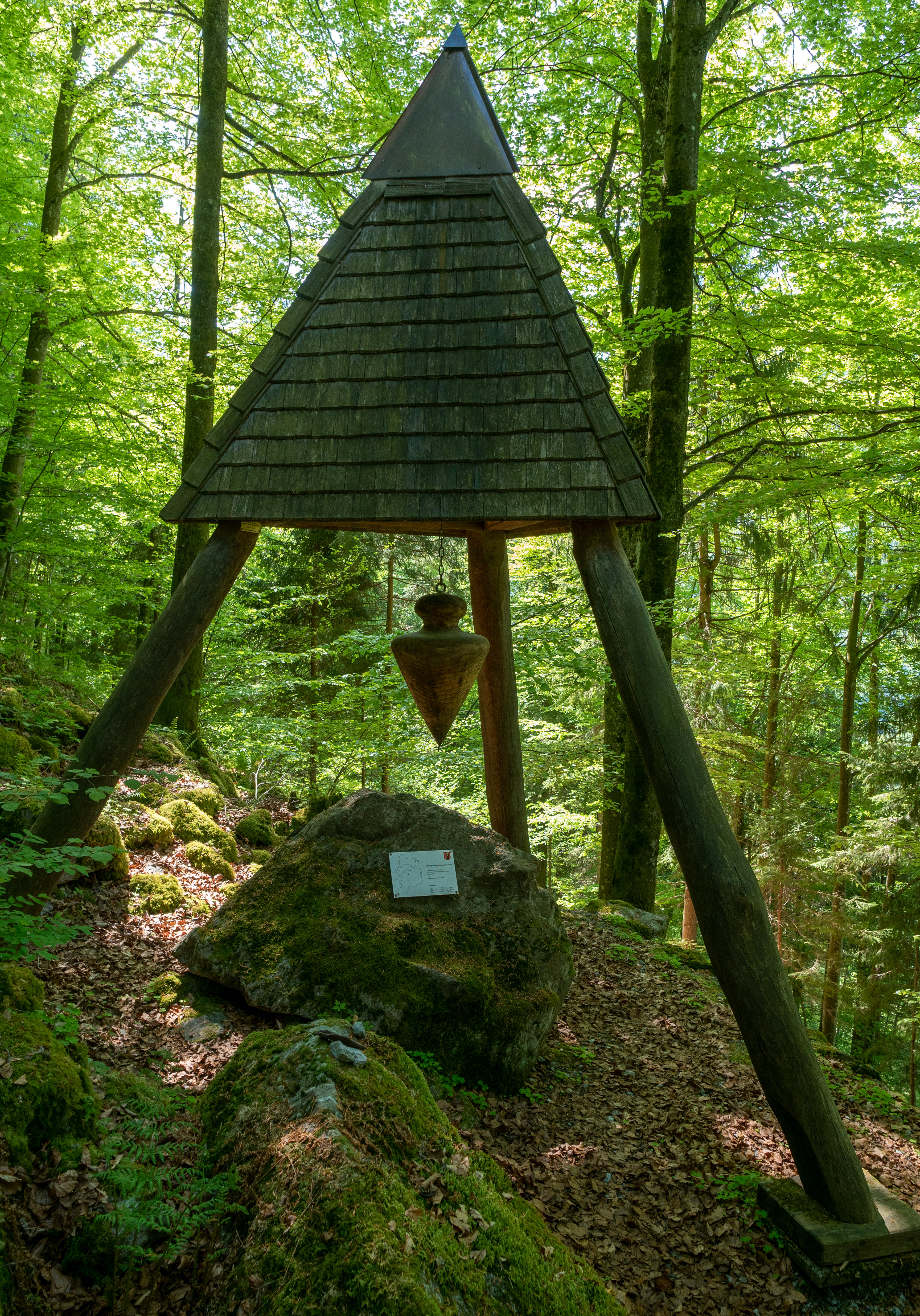
Mitte des Kantons Glarus

## Persönlichkeiten
- Pankraz Freitag (1952–2013), Politiker (FDP), lebte in Haslen
- Fritz Schiesser (* 1954), Politiker (FDP), Ständeratspräsident, Präsident ETH-Rat, in Haslen geboren